# Portuñol
Le portuñol (en espagnol, mot-valise contractant portugués et español), portunhol (en portugais, contractant português et espanhol), ou parfois portugnol en français (contractant « portugais » et « espagnol »), est un ensemble de parlers correspondant à divers contacts linguistiques entre l'espagnol et le portugais qui se sont produits dans les régions où les deux langues coexistent. Il se produit alors des passages spontanés entre des locuteurs unilingues produisant une langue hybride qui peut être relativement stable. La variante la plus étudiée de portuñol est le portuñol riverense, parlé dans les régions frontalières de l'Uruguay, de l'Argentine et du Brésil.

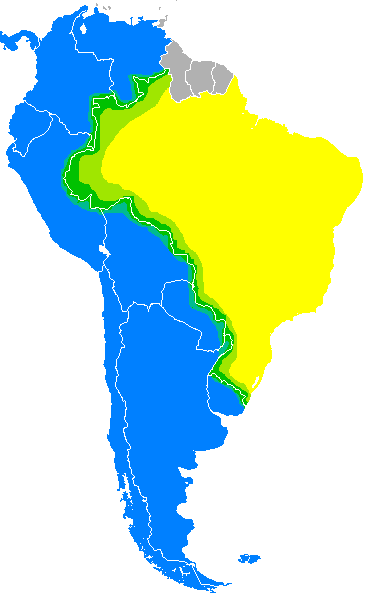
En bleu, où l'espagnol est langue officielle. En jaune, le Brésil, où le portugais est officiel. En vert, les aires du portuñol.

## Alternance codique
L'expression désigne l’alternance non systématique de deux codes linguistiques, facilité par la proximité des deux langues espagnole et portugaise.
Les raisons de cette alternance sont multiples : le sujet du discours, l'humeur du sujet parlant, un manque de ressources à disposition du locuteur dans l'un des codes, etc. Il faut distinguer l'alternance codique de l'emprunt lexical, qui est lui considéré comme appartenant à la langue qui l'a "emprunté".

## Une variété de langue

### Portuñolriverense
Le portuñol riverense est une langue mixte parlée dans la région frontière de l'Uruguay et du Brésil, et plus spécifiquement dans la région des villes sœurs de Rivera et Santana do Livramento, où la frontière est ouverte et matérialisée par une route passant au milieu de l'agglomération. Cette situation a dès lors permis sur un peu plus d'un siècle l'apparition d'une nouvelle langue, que ses locuteurs qualifient de portuñol, brazilero, ou fronterizo (fronteiriço). Cette langue a fait l'objet de nombreuses études linguistiques.

## Littérature
Le roman Mar Paraguayo (en français Mer au Paraguay) de 1992 est la première œuvre publiée en portugnol.